# Xénélasie
La xénélasie (en grec ancien ξενηλασία / xenēlasia) est une pratique spartiate consistant à expulser de manière régulière les étrangers de son territoire. Elle ne semble pas avoir été beaucoup imitée par les autres Grecs.
Le terme se décompose en ξένος, « étranger, hôte » et ἐλαύνω, « conduire, diriger ». Il s'emploie le plus souvent au pluriel. Il a également un sens métaphorique, par lequel il se rapproche de la xénophobie. Ainsi, selon Strabon, « Ératosthène prétend que la xénélasie, c'est-à-dire la proscription de l'étranger, était une coutume commune à tous les peuples barbares. » De même, Diodore de Sicile décrit l'Exode des Juifs hors d'Égypte comme une xénélasie, c'est-à-dire un bannissement.
L'institution spartiate est décrite par une scholie à Thucydide comme « l'acte de mettre dehors les étrangers ». Hésychios d'Alexandrie, un lexicographe du VIe siècle apr. J.-C., fournit deux définitions : « le fait de ne pas autoriser des étrangers à se mélanger » et « frapper les étrangers qui sont mis dehors » (ou « les étrangers mis dehors sont frappés »). De même, une glose au lexique de Photius indique : « les Lacédémoniens avaient pour coutume d'expulser les étrangers avec des coups ».
Thucydide explique la pratique par la volonté de Sparte de protéger le secret défense : il fait dire à Périclès qu'Athènes « est ouverte à tous, et il n'arrive jamais que, par des expulsions d'étrangers (xenēlasiai), nous interdisions à quiconque une étude ou un spectacle qui, en n'étant pas caché, puisse être vu d'un ennemi et lui être utile. » Pour Xénophon, la démarche spartiate va plus loin : « jadis on bannissait les étrangers et on défendait aux citoyens de voyager hors de leur pays, de peur qu’ils ne fussent infectés des vices de l’étranger ». Il fait remonter l'usage à Lycurgue, de même que l'interdiction des « arts superflus » et l'usage d'une monnaie de fer.